# Julio Alberto Moreno
Julio Alberto Moreno (ur. 7 października 1958 w Candás) – piłkarz hiszpański i reprezentacji Hiszpanii.

## Życiorys
Piłkarz swoją piłkarską karierę rozpoczął w klubie Atlético Madryt, w roku 1977. Grał tam w sezonach 1977/1982. Potem został sprzedany do jednego z największych rywali madryckiego klubu, FC Barcelona, gdzie święcił najwyższe triumfy. W 1982 spotkał się z kolegami z klubu katalońskiego, a byli nimi między innymi: Diego Maradona, Bernd Schuster. Razem z nimi wywalczył w swojej karierze Puchar Ligi w 1982, Copa del Rey w 1983, Superpuchar Hiszpanii w roku 1984.
Julio Alberto Moreno był w składzie na mecz finałowy Pucharu Europy w 1992 roku, przeciwko Sampdorii, jednak nie pojawił się na boisku.

## Reprezentacja
Piłkarz zadebiutował w Reprezentacji Hiszpanii w roku 1984. Wystąpił w 34 meczach. Ostatni jego występ był 24 lutego 1988, gdzie Hiszpania przegrała z Czechosłowacją 1:2. Mecz był rozegrany w Sewilli.